# Epoca geologica
L'epoca geologica è un'unità geocronologica utilizzata in geologia. È una delle suddivisioni della scala dei tempi geologici; solitamente tra un'epoca e la successiva si registrano importanti cambiamenti nelle associazioni fossili.
Un'epoca rappresenta il tempo trascorso durante la formazione delle rocce che costituiscono la serie corrispondente. Un'epoca appartiene ad un determinato periodo ed è divisa, al suo interno, in numerose età.

## Elenco delle epoche geologiche
| Epoca geologica (Ma)                  |
| ------------------------------------- |
| Terranoviano                          |
| Epoca 2                               |
| Miaolingiano                          |
| Furongiano                            |
| Ordoviciano inferiore                 |
| Ordoviciano medio                     |
| Ordoviciano superiore                 |
| Llandovery                            |
| Wenlock                               |
| Ludlow                                |
| Pridoli                               |
| Devoniano inferiore                   |
| Devoniano medio                       |
| Devoniano superiore                   |
| Mississippiano                        |
| Pennsylvaniano                        |
| Cisuraliano                           |
| Guadalupiano                          |
| Lopingiano                            |
| Triassico inferiore da 251,0 a 245,9  |
| Triassico medio da 245,9 a 228,7      |
| Triassico superiore da 228,7 a 199,6  |
| Giurassico inferiore da 199,6 a 175,6 |
| Giurassico medio da 175,6 a 161,2     |
| Giurassico superiore da 161,2 a 145,5 |
| Cretacico inferiore da 145,5 a 99,6   |
| Cretacico superiore da 99,6 a 65,5    |
| Paleocene da 65,5 a 55,8              |
| Eocene da 55,8 a 33,9                 |
| Oligocene da 33,9 a 23,03             |
| Miocene da 23,03 a 5,33               |
| Pliocene da 5,33 a 2,58               |
| Pleistocene da 2,58 a 11.700 anni fa  |
| Olocene da 11.700 anni fa a oggi      |